# オーブリー2世 (マコン伯)
オーブリー2世（フランス語：Aubry II de Mâcon, 935年 - 982年）またはアルベリク2世・ド・マコン（フランス語：Albéric II de Mâcon）は、マコン伯（在位：966年 - 982年）及びブザンソン伯（在位：965年 - 982年）。

## 生涯
マコン伯リエタール2世とその妻エルマンガルド・ド・シャロン（ブルゴーニュ公ジルベール・ド・シャロンの妹）の息子として生まれる。
957年にマコン伯領を父と共同統治するようになり、966年に父の後を継いでマコン伯となった。
971年、オーブリー2世はクリュニー修道院とトゥールニュ修道院に重要な寄付を行った。
982年以前にオーブリー2世は嫡男に恵まれずに死去した。寡婦となったエルマントルドはマコン伯領の統治権を相続し、彼女と再婚したブルゴーニュ伯オット＝ギヨームが次代マコン伯となった。

## 結婚と子女
ルシー伯ルノーとアルベラード・ド・ロレーヌの娘でロートリンゲン公ギゼルベルトの外孫にあたるエルマントルド・ド・ルシーがオーブリーの唯一名が伝わっている妻であるが、彼女と結婚する前に前妻または愛妾がいた。
オーブリーは生涯で以下の子女をもうけている。
母不明の子
- ベアトリス（974年 - 1030年） - 975年にガティネ伯ジョフロワ1世と結婚、その後ユーグ・デュ・ペルシュと再婚

エルマントルドの子
- リエトー - ブザンソン大司教
- オーブリー - ブザンソンのサン・ポール修道院長
- 名前不明の娘 - おそらく、アキテーヌ公ギヨーム4世と妃エマ・ド・ブロワの次男エブル・ド・ポワティエと結婚し、ルシー伯エブル1世(フランス語版)をもうけた可能性がある[2]

## 関連記事
- マコン
- マコン伯一覧（フランス語版）
- ブルゴーニュの歴史（フランス語版）